# Бренда Джойс
Бренда Джойс Дуормън (на английски: Brenda Joyce Dworman) е американска писателка на бестселъри в жанра исторически романс, съвременен любовен роман и паронормален любовен роман. Пише под името Бренда Джойс или Б.Д.Джойс.

## Биография и творчество
Бренда Джойс е родена на 1963 г. в Бруклин, Ню Йорк, САЩ. Пише първата си новела, когато е на 16 г. След завършване на училище работи като озеленител, шофьор на камион, барман и сервитьорка.
Завършва първия си роман на 25 години. Намира бързо издател и историческият ѝ романс „Пътуване към рая“ от серията „Сага за Браг“ излиза през 1988 г. Той печели наградата на рецензентите на списание „Romantic Times“ за най-добър романтичен уестърн, и е повод за много поръчки от издателите.
През 1990 г. започва публикуването на една от най-известните ѝ поредици от бестселъри „Династията дьо Варен“, чието действие се развива в историческите Англия и Ирландия.
През 2001 г. излиза първия роман от серията романтични трилъри „Франческа Кейхил“. Главната героиня е частен детектив, а действието се развива в началото на века в Ню Йорк.
В периода 2007-2009 г. излиза нейната поредица от паранормални романси „Господари на времето“, в която силните воини Хайланд полагат клетва и се борят да спасят човечеството.
Произведенията на Бренда Джойс често са в списъците на бестселърите на „Ню Йорк Таймс“. Те са преведени на над 12 езика и в над 14 милиона екземпляра. Джойс има много номинации и награди за творчеството си, включително две награди за цялостно творчество.
Бренда Джойс живее със съпруга си, който е израелец, и сина си в Колорадо от 2002 г. Отглежда арабски коне. Разделя времето си между писането на страстни любовни истории и участието в състезания с конете на регионално и национално ниво.

## Произведения

### Самостоятелни романи
- Lovers and Liars (1989)
- The Darkest Heart (1989)
- Похитена, Captive (1996)
- Splendor (1997) – награда за най-добър исторически романс
- The Rival (1998)
- The Third Heiress (1999)
- The Chase (2002)
- Double Take (2003)
- A Rose in the Storm (2013)

### Серия „Сага за Браг“ (Bragg Saga)
1. Пътуване към рая, Innocent Fire (1988)
2. Огнена стихия, Firestorm (1988)
3. Виолетов огън, Violet Fire (1989)
4. Dark Fires (1991)
5. Огньовете на рая, The Fires of Paradise (1992)
6. Скандална любов, Scandalous Love (1992)
7. Тайни, Secrets (1993)

### Серия „Династията дьо Варен“ (de Warenne Dynasty)
1. Завоевателят, The Conqueror (1990)
2. Скандална любов, Scandalous Love (1992) – 6-том от серията „Сага за Браг“
3. Обещанието на розата, Promise of the Rose (1993)
4. Играта, The Game (1994)
5. House of Dreams (2000)
6. The Prize (2004)
7. The Masquerade (2005)
8. The Stolen Bride (2006)
9. A Lady at Last (2006)
10. The Perfect Bride (2007)
11. A Dangerous Love (2008)
12. An Impossible Attraction (2010)
13. The Promise (2010)

### Серия „Семейство Деланза“ (Delanzas)
1. Тайни, Secrets (1993) – 7-и том от серията „Сага за Браг“
2. След невинността, After Innocence (1994)
3. The Miracle (1995) – в „A Gift of Joy“

### Серия „Сейнт Джордж“ (Saint Georges)
1. Скандал, Beyond Scandal (1995)
2. The Finer Things (1997)

### Серия „Франческа Кейхил“ (Francesca Cahill)
1. Deadly Love (2001)
2. Deadly Pleasure (2002)
3. Deadly Affairs (2002)
4. Deadly Desire (2002)
5. Deadly Caress (2003)
6. Deadly Promise (2003)
7. Deadly Illusions (2005)
8. Deadly Kisses (2006)
9. Deadly Vows (2011)

### Серия „Господари на времето“ (Masters of Time)
1. Dark Seduction (2007)
2. Dark Rival (2007)
3. Dark Embrace (2008)
4. Dark Victory (2009) – награда за най-добър исторически романс
5. Dark Lover (2009)

### Серия „Шпионин на мъже“ (Spymaster's Men)
1. Seduction (2012)
2. Persuasion (2012)
3. Surrender (2012)

### Сборници
- A Gift of Joy (1995) – с участието на Джо Гудман, Вирджиния Хенли и Фърн Майкълс
- Heart of the Home (1997) – с участието на Денис Домнинг, Фърн Майкълс и Бронуен Уилямс
- Outlaw Love (1997) – с участието на Кони Брокуей, Кейт Логан и Стефани Митман
- Scandalous Weddings (1998) – с участието на Рексан Бекъл, Джил Джонс и Барбара Доусън Смит
- Perfect Secrets (1999) – с участието на Катлийн Кейн, Джудит О'Брайън и Делия Пар
- Five Golden Rings (2000) – с участието на Джо Бевърли, Кат Мартин, Фърн Майкълс и Катрин Сътклиф

### Разкази
- The Miracle (1995)